# Cotton On Group
Die Cotton On Group ist ein australischer Einzelhändler mit Sitz in Geelong, der überwiegend Fast Fashion vertreibt. Nach eigenen Angaben betreibt die Gruppe 1.300 Geschäfte in 20 Ländern und beschäftigt weltweit 20.000 Menschen. Das 1991 gegründete Unternehmen ist mit seinen acht Markenlinien vor allem auf der Südhalbkugel aktiv.

## Geschichte

### Gründung
Nigel Austin ist der Sohn von Grant Austin, der einen Bekleidungsgroßhandel namens „Austin Group“ leitete. Nigel Austin begann mit 18 Jahren selber Kleidung zu verkaufen. 1991 eröffnete ein Geschäft im Hinterhof der Fleischerei seines Großvaters in Geelong und brach sein Studium ab, um sich darauf zu konzentrieren. Ein Jahr später trat sein Cousin Ashley Hardwick ins Unternehmen ein und wurde Teilhaber. Durch die Kontakte seines Vaters zu Produzenten konnte Austin ein von Beginn an profitables Einzelhandelsunternehmen aufbauen, das nach 15 Jahren bereits 50 Läden in Australien umfasste.

### Markenexpansion
Seitdem hat das Unternehmen eine Reihe neuer Modelinien und Ladenkonzepte gestartet: Kinderbekleidung wurde 2004 unter dem Namen Cotton On Kids auf den Markt gebracht, gefolgt von der auf Frauen ausgerichteten Wäschemarke Cotton On Body. Bis 2011 folgten Rubi Shoes (Schuhe für Frauen), die Urban-Wear-Marke Factorie, das T-Shirt-Label T-Bar und Typo, eine Schreibwaren- und Geschenkartikelmarke. Im Jahr 2013 übernahm Cotton On die australische Fast-Fashion-Kette Supré. T-Bar wurde später eingestellt. 2020 kam zusätzlich die auf Nachhaltigkeit ausgerichtete Bekleidungslinie Ceres Life hinzu.

### Expansion in andere Länder
Die Cotton On Group eröffnete 2006 ihr erstes Geschäft außerhalb Australiens in Neuseeland. 2013 war das Unternehmen bereits in elf Ländern aktiv. Das Unternehmen änderte seine Strategie und begann damit, mehrere sogenannte regional hubs als Zentren für lokale Märkte aufzubauen. Sie befinden sich in Johannesburg (Südafrika), Singapur (Asien), Auckland (Neuseeland), São Paulo (Brasilien) und dem kalifornischen Glendale (USA). 2019 betrieb Cotton On 667 Filialen in Australien, 80 % der etwa 1500 Läden lagen auf der südlichen Erdhalbkugel. 2021 war die Gruppe in insgesamt 20 Ländern tätig.
Ein wichtiger Markt für das Unternehmen ist Südafrika, wo Cotton On seit 2011 aktiv ist. Es folgten Filialen in Namibia (Windhoek 2015) und Botswana (Gaborone 2018). Bis Ende 2018 wuchs die Zahl der Filialen im südlichen Afrika auf 170.
2011 expandierte die Unternehmensgruppe auch auf den deutschen Markt und eröffnete zunächst im Sommer einen Pop-up-Store auf dem Berliner Kurfürstendamm, geplant war eine weitere Expansion. Später folgten weitere Ladengeschäfte, eins in Berlin und drei in NRW. Bis Anfang 2015 gab das Unternehmen jedoch alle deutschen Filialen wieder auf. 2021 startete Cotton On einen Onlineshop in Großbritannien, wo vorher nur die Schreibwarenkette Typo aktiv war.

## Produkte

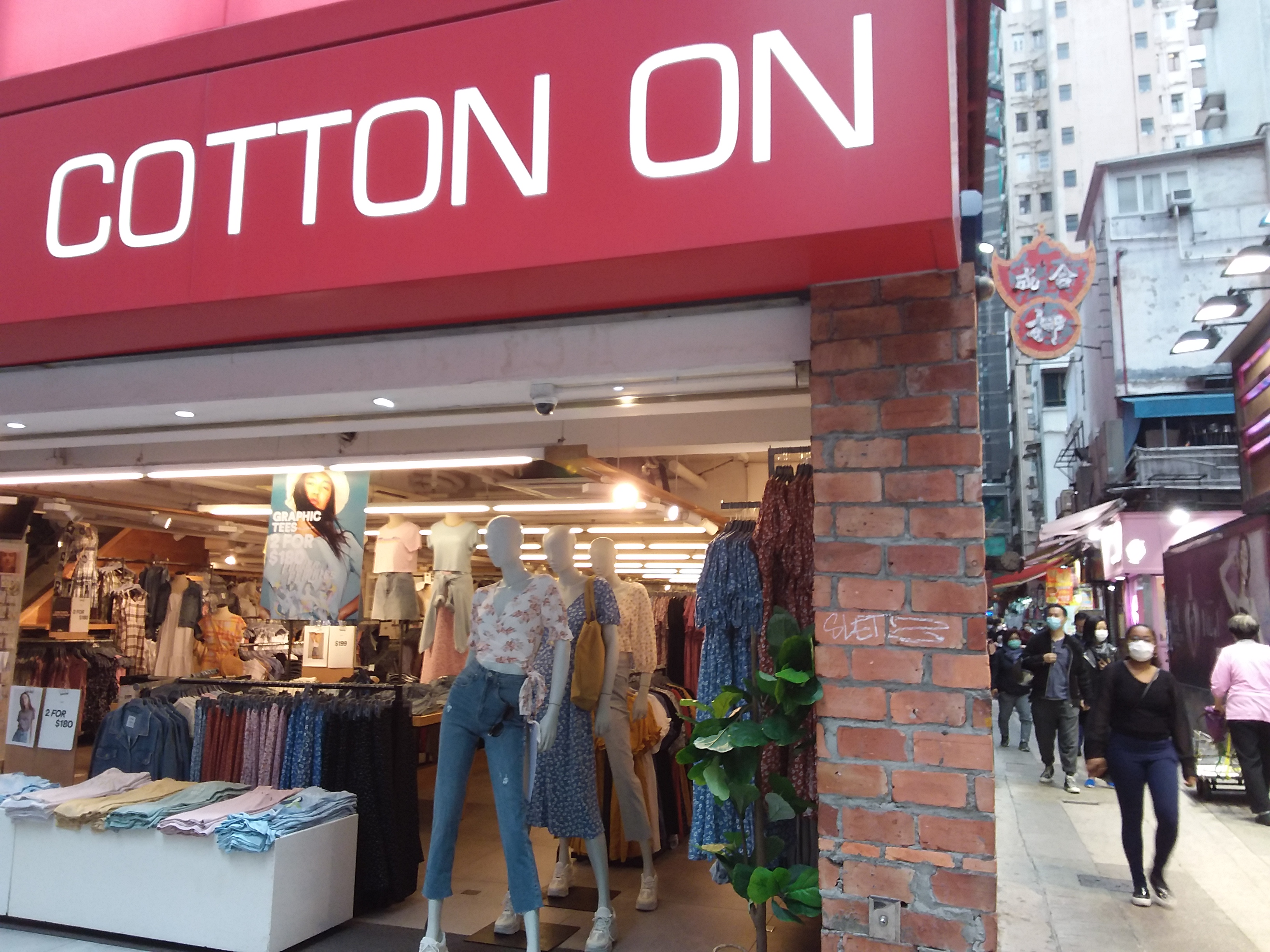
Cotton On-Geschäft in Tsim Sha Tsui, Hongkong, 2020

Die Cotton On Group betreibt derzeit Läden mit acht verschiedenen Linien: Cotton On, Cotton On Kids, Cotton On Body, Factorie, Typo (Schreibwaren), Rubi (Schuhe), Supré und Ceres Life.
Die Zielgruppe von Cotton On sind vor allem junge Menschen, die angebotenen Artikel liegen im niedrigen Preissegment. In der Presse wurde Cotton On daher als Fast Fashion bezeichnet, das Unternehmen selber spricht lieber von value fashion. Es vermarktet sich mit einem australischen, entspannten Lifestyle.
Die Cotton On Group bezieht ihre Produkte überwiegend von Herstellern in der VR China, der Rest stammt aus anderen südostasiatischen Ländern wie Bangladesch. Ein 2015 von der Baptist World Aid Australia herausgegebener Bericht zu ausbeuterischer Arbeit bescheinigte dem Unternehmen die beste Note aller Textilunternehmen außerhalb des fairen Handels. Das Verbraucherinformations-Startup Good on You bewertete die Cotton On Group im Jahr 2020 in den Bereichen Umweltfolgen, Soziales und Tierschutz als wenig nachhaltig.

## Kontroversen
Im Dezember 2012 musste das Unternehmen 1 Million Australische Dollar Strafe zahlen, weil es Kinderschlafanzüge als niedrig entflammbar verkauft hatte, welche die australischen Vorgaben jedoch nicht erfüllten.
Im Juli 2019 berichtete der australische Fernsehsender Four Corners, dass Cotton On Baumwolle aus dem chinesischen Xinjiang verarbeitet hatte, die aus Arbeitslagern stammte. Nach einer Untersuchung kündigte das Unternehmen an, keine Baumwolle aus der Region mehr beziehen zu wollen.